# Osvaldo Nardiello
Ángel Osvaldo Nardiello (Rosario, Santa Fe; 31 de agosto de 1936–26 de mayo de 2020; Buenos Aires) fue un futbolista argentino que jugaba como lateral derecho. Fue internacional con la selección de fútbol de Argentina entre 1959 y 1961.

## Trayectoria
Oriundo de Rosario, Santa Fe, Nardiello debutó con Newell's Old Boys en 1955, jugando allí hasta 1957. Apodado "Motoneta" por su velocidad, tras su buen desempeño, Nardiello pronto sería convocado para jugar con la selección argentina.
En 1958 fichó con Boca Juniors, donde debutó en julio de ese mismo año. Fue el segundo máximo goleador de Boca en la década del 1950, por detrás de José Borello. Además, formó parte del equipo que ganó el campeonato de Campeonato de Primera División de 1962 luego de ocho temporadas sin títulos. Algunos de los compañeros de Nardiello en Boca Juniors fueron Antonio Roma, Silvio Marzolini, Antonio Rattín, Juan José Pizzuti y los delanteros brasileños Paulo Valentim, Mauro Rapahel (Maurinho) y Almir Moraes Albuquerque. Permaneció en Boca Juniors durante dos años, disputando 29 partidos con 21 goles marcados en Primera División. 
Después de su paso por Boca Juniors, Nardiello jugó para Estudiantes de La Plata, Chacarita Juniors y San Lorenzo de Mar del Plata. En el fútbol local disputó un total de 240 partidos marcando 71 goles. En la selección argentina, Nardiello disputó 12 partidos marcando cinco goles, tres de ellos a Brasil.

## Salud y fallecimiento
Nardiello tuvo a lo largo de su vida adicción al tabaco. Falleció el 26 de mayo de 2020, tras permanecer seis días en coma. Había sido operado de urgencia debido a una peritonitis. Boca Juniors anunció su deceso y envió condolencias a su familia. 

## Palmarés

### Títulos nacionales
| Título           | Club         | País      | Año  |
| ---------------- | ------------ | --------- | ---- |
| Primera División | Boca Juniors | Argentina | 1962 |

### Títulos internacionales
| Título                            | Equipo                 | País       | Año  |
| --------------------------------- | ---------------------- | ---------- | ---- |
| Copa América                      | Selección de Argentina | Argentina  | 1959 |
| Campeonato Panamericano de Fútbol | Selección de Argentina | Costa Rica | 1960 |